# Ignacio Guerra
Ignacio Guerra, född 15 september 1987, är en friidrottare från Chile. Han deltog vid olympiska sommarspelen 2008.